# Mercedes partido
Mercedes egy partido Argentína középpontjától keletre, Buenos Aires tartományban. Székhelye Mercedes.

## Népesség
A partido népessége a közelmúltban a következőképpen változott:
| Év   | Lakosság |
| ---- | -------- |
| 2001 | 58 339   |
| 2010 | 63 284   |